# Гельмут Фін
Гельмут Фін (нім. Helmut Fiehn; 19 лютого 1916, Кенігсберг — 23 квітня 1943, Атлантичний океан) — німецький офіцер-підводник, капітан-лейтенант крігсмаріне.

## Біографія
5 квітня 1935 року вступив на флот. З листопада 1937 по серпень 1941 року служив в бомбардувальній авіації, після чого перейшов у підводний флот. В січні-серпні 1942 року — 1-й вахтовий офіцер підводного човна U-67. У вересні 1942 року пройшов курс командира човна. З 20 жовтня 1942 року — командир U-191. 17 березня 1943 року вийшов у свій перший і останній похід. 21 квітня потопив норвезький торговий теплохід Scebeli водотоннажністю 3025 тонн, який перевозив баласт і 2300 мішків пошти; 2 з 41 членів екіпажу теплохода загинули. 23 квітня U-191 був потоплений в Північній Атлантиці південно-східніше мису Фарвель (56°45′ пн. ш. 34°25′ зх. д.) глибинними бомбами британського есмінця «Гесперус». Всі 55 членів екіпажу загинули.

## Звання
- Кандидат в офіцери (5 квітня 1935)
- Морський кадет (25 вересня 1935)
- Фенріх-цур-зее (1 липня 1936)
- Оберфенріх-цур-зее (1 січня 1938)
- Лейтенант-цур-зее (1 квітня 1938)
- Оберлейтенант-цур-зее (1 жовтня 1939)
- Капітан-лейтенант (1 липня 1942)

## Нагороди
- Медаль «За вислугу років у Вермахті» 4-го класу (4 роки)
- Залізний хрест 2-го класу (1940)
- Авіаційна планка бомбардувальника в бронзі (1940)
- Нагрудний знак підводника (1941)